# もう 戻らない
『もう　戻らない』（もう・もどらない）は、木根尚登が1993年7月21日にリリースした3枚目のシングル。

## 概要
TBS系花王愛の劇場「子子家庭は危機一髪」、オープニング・テーマ。
C/Wの「Don't Turn Away」はアルバム未収録で、本シングルのみの収録。

## 収録曲
作曲：木根尚登
1. もう　戻らない
  - 作詞：北井いずみ　編曲：清水信之
2. Don't Turn Away
  - 作詞：小室みつ子　編曲：奈良部匠平